# Ayotzintepec
Ayotzintepec är en ort i Mexiko.   Den ligger i kommunen Ayotzintepec och delstaten Oaxaca, i den sydöstra delen av landet, 400 km sydost om huvudstaden Mexico City. Ayotzintepec ligger 125 meter över havet och antalet invånare är 3 680.
Terrängen runt Ayotzintepec är huvudsakligen kuperad, men den allra närmaste omgivningen är platt. Ayotzintepec ligger nere i en dal. Runt Ayotzintepec är det ganska glesbefolkat, med 27 invånare per kvadratkilometer. Ayotzintepec är det största samhället i trakten. Omgivningarna runt Ayotzintepec är en mosaik av jordbruksmark och naturlig växtlighet.